# Amarildo Dimo
Amarildo Dimo (sinh 25 tháng 8 năm 1982) là một cầu thủ bóng đá Albania thi đấu ở vị trí hậu vệ cho KF Skënderbeu Korçë ở Kategoria Superiore, hiện tại thi đấu cho Apolonia Fier.

## Sự nghiệp câu lạc bộ
Ngày 5 tháng 1 năm 2015, Dimo trở về câu lạc bộ quê nhà Apolonia Fier sau 15 năm, tham gia Kategoria Superiore đến hết mùa giải với mục tiêu tránh xuống hạng.

## Danh hiệu
Skënderbeu Korçë
- Kategoria Superiore (3): 2011–12, 2012–13, 2013–14
- Siêu cúp bóng đá Albania (2): 2013, 2014